# طوم كوزينز
طوم كوزينز (بالإنجليزية: Tom Cousins) هو شخصية أعمال أمريكي، ولد في 1931.